# 亚亚·萨诺戈
亚亚·萨诺戈（法語：Yaya Sanogo，1993年1月27日—），生于法兰西岛大区埃松省的马西，是一名科特迪瓦裔法国職業足球员。

## 榮譽

### 球會
阿仙奴
- 英格蘭足總盃冠軍﹕2014年
- 英格蘭社區盾﹕2014年

### 國家隊
法國國家隊
- U20世界盃足球賽: 2013年